# Frédéric Tranchand
Frédéric Tranchand (* 25. května 1988 ) je francouzský reprezentant v orientačním běhu. Jeho největším úspěchem je medailové umístění na Mistrovství světa z roku 2014, kdy získal ve štafetovém závodě, spolu s Françoisem Gononem a Thierrym Gueorgiouem, bronzovou medaili. Tento úspěch dokázal zopakovat i na následujícím MS (2015), pouze v jiném složení štafety. Jeho největším individuálním úspěchem je bronzová medaile ze sprintu na mistrovství světa v norském Trondheimu z roku 2010. V současnosti běhá za francouzský klub OrientExpress 42 a současně za finský klub Paimion Rasti, za který startuje ve Skandinávii.